# NGC 2
NGC 2 је спирална галаксија у сазвјежђу Пегаз. Налази се у близини NGC 1, нешто јужније од ње.